# Johannes Kreutzmann
Aron Klaudius Sivert Sommer John Johannes "Ujuãnât" Kreutzmann (født 13. juli 1862 i Kangaamiut, død 16. februar 1940) var en grønlandsk jæger og kunstner.

## Liv

### Liv som jæger
Johannes Kreutzmann modtog som otteårig sin første kajak, men da hans ældre halvbror Gerd omkom ved en kajakulykke, sørgede faren for sin søns velbefindende og lod ham ikke længere tage afsted uden tilsyn. Da Johannes sammen med en ven af kedsomhed bragte sig i fare med kajakken, ødelagde hans far kajakken. Faren anerkendte dog sin søns potentiale, og snart måtte Kreutzmann igen jage i kajakken.
Som 13-årig fangede han sin første sæl, og i en alder af 15 havde han nok med sælskind til at kunne bygge sig en umiak, hvilket i hans alder var yderst usædvanligt. Nu kunne han forsørge sig selv og andre, og han drog på lange jagtrejser for at fange rensdyr. Med sin voksende familie levede han, ved hjælp af sine kundskaber og gode fangstforhold, i overflod, før jagtstederne blev dårligere.
Derefter tog han til norden til jagtpladsen Ilivilik, hvor han tilbragte hvert efterår indtil omkring 1910. På sine jagtrejser der bragte ham til Itilleq, blev han også nødt til at undervise sin børn, som undervejs ikke kunne gå i skole. Han fandt det uforståeligt og til dels morsomt, at han blev betalt for at undervise sine børn. Han var så succesrig som jæger, at Kangaamiuts beboer inden for kort tid begyndte at holde ham ansvarlig for de dårlige jagtforhold.
Efterfølgende jagede han i Kangaamiut et stykke tid uden succes, hvorpå han begyndte  at fiske efter laks i Kangerlussuaq Fjord. Som fisker var han endnu mere succesrig, end han nogensinde havde været som jæger. I 1904 lærte han Knud Rasmussen at ro kajak. Da der den 24. februar 1908 rasede en storm i Kangaamiut, som dræbte seks jægere, reddede Johannes Kreutzmann to andre fra døden.

### Liv som kunstner
Johannes Kreutzmann var en dygtig håndværker. I sin fritid snittede han figurer i drivtømmer, som han fandt ved kysten, og malede dem farverigt. Hans figurer forestillede de mennesker, som han værdsatte, og de målte ofte cirka 70 cm. De var usædvanligt virkelighedstro og detaljerige. En bibelscene står ud, idet den kun består af omkring 10 cm høje primitive figurer. Hans værker befinder sig på forskellige museer i Grønland og Danmark.
Johannes Kreutzmann overlevede sin tretten år yngre hustru med ni år og døde i 1940 som 77-årig. Han døde som som en meget værdsat og beundret indbygger i Kangaamiut.

### Familie
Johannes Kreutzmann var søn af maleren Jens Kreutzmann (1828-1899) og hans anden hustru Charlotte Amalia Sommer (1837-1898). Hans bror var kunstneren Kristoffer Kreutzmann.
Den 14. juni 1886 giftede han sig i Kangaamiut med Helge Rosine Henriethe Møller (1868-1898), datter af lærer Hans Lars Møller og hans anden hustru Elisabeth Stine. Ægteskabet forblev barnløst, og efter hustruens død giftede han sig 24. maj 1900 med enken Bolette Ane Anthonette Martinsen (født Petrussen) (1875-1931) i Nuuk, datter af kateketen Jonathan Ole Klemens Søren Petrussen og Ane Gundil Alhed Kleist. Fra dette ægteskab kom følgende børn:
- Jens Isak John Kreutzmann (født 11. februar 1901 i Kangaamiut)[6]
- Amalia Helga Karoline Kreutzmann (født 20. juli 1902 i Kangaamiut)[7]
- Mads Iver Hans Kreutzmann (født 21. april 1904 i Kangaamiut)[8]
- Cicilie Rode Kesia Rosine Kreutzmann (født 11. juni 1906 i Kangaamiut)[9]
- Marie Bolette Anna Kreutzmann (født 3. maj 1908 i Kangaamiut)[10]
- Charlothe Flavia Marie Juliane Kreutzmann (født 4. april 1911 i Ilivilik)[11]
- Ane Bolethe Gundil Kreutzmann (født 19. juni 1913 i Ilivilik)[12]
- Helene Karoline Benedikte Bebiane Kreutzmann (født 26. juli 1916 i Kangerlussuaq)[13]
- Ludvig Ole Hans Isak Kreutzmann (født 3. januar 1919 i Kangaamiut)[14]

Hans søn Jens betragtes som den bedste elev, der nogensinde har studeret på Grønlands seminar, men han blev syg i Danmark med tuberkulose og døde ung.